# 2012 (film)
2012 is een Amerikaanse film van rampenfilmspecialist Roland Emmerich. De acteurs zijn onder anderen John Cusack, Amanda Peet, Chiwetel Ejiofor en Danny Glover. De wereldwijde première vond plaats op 11 november 2009. De film is geproduceerd door Emmerich' eigen bedrijf Centropolis Entertainment.

## Verhaal
In 2009 is geoloog Adrian Helmsley op bezoek in India bij een collega en krijgt te horen dat door een grote zonnevlam neutrino's tegenwoordig microgolven afgeven. Daardoor warmt de kern van de aarde met grote snelheid op wat zal leiden tot rampzalige gevolgen voor de planeet. Adrian haast zich terug naar de Verenigde Staten en waarschuwt Anheuser, stafchef van het Witte Huis, die op zijn beurt de president inlicht. Adrian maakt vanaf dan deel uit van de staf van de president en wordt gevraagd een schema te maken van de mogelijke gebeurtenissen die zullen plaatsvinden in de komende jaren.
In 2012 blijkt dat de president opdracht heeft gegeven om acht grote arken te bouwen waarin 800.000 mensen op basis van DNA, expertise en wetenschap zich schuil zouden kunnen houden. Inmiddels weten ook alle leiders van de meeste landen in de wereld van dit plan af en worden er selecties gemaakt. Ondertussen komt Jackson Curtis in Los Angeles zijn kinderen ophalen bij zijn ex-vrouw Kate (die samenwoont met haar vriend Gordon). Hij neemt zijn kinderen mee naar Yellowstone National Park. Daar worden ze vervolgens meegenomen door het leger en ontmoeten Adrian, die hen de smoes voorlegt dat Yellowstone in moeilijkheden verkeert en daarom geen toeristen toestaat. Ook ontmoeten ze Charlie Frost, die een eigen radiozender heeft en Jackson vertelt dat de wereld binnenkort vergaat. Hij zegt erbij dat er een grote groep mensen is die plaats mag nemen in "ruimteschepen" waar hij de locatie van weet, door middel van een geheime kaart die hij in bezit heeft. Jackson brengt op verzoek van zijn ex-vrouw zijn kinderen terug naar L.A., alwaar hij hoort dat er een aardbeving heeft plaatsgevonden die een grote scheur in de aarde heeft veroorzaakt. In het Witte Huis wordt duidelijk dat het schema van Adrian sneller verloopt dan ze dachten, en dat door de grote hitte van de aardkern de mantel ook vloeibaarder is geworden, waardoor de aardkorst als het ware "los" kan drijven, en dus zal gaan verschuiven. Ook krijgen ze te horen dat er maar vier arken op tijd klaar zullen zijn. Jackson wordt opgeroepen als chauffeur om de zoons van de Russische miljardair Yuri Karpov op te halen en ze naar het vliegveld te brengen. Hier laat een van de zoons per ongeluk los dat zij de rampen zullen overleven en Jackson niet. Met de informatie die Jackson al van Charlie kreeg, realiseert hij zich dat er inderdaad rampzalige dingen zullen gaan gebeuren, en hij rijdt terug naar L.A. om zijn familie op te halen. Hij gebruikt een vliegtuig en Gordon, die amateurpiloot is, is uiteindelijk gedwongen het vliegtuig te besturen wanneer hun piloot blijkt te zijn omgekomen. Terwijl ze opstijgen is de familie Curtis getuige van de complete verwoesting van Los Angeles. De stad verdwijnt door de aardkorstverschuiving volledig in de Stille Oceaan.
In het Witte Huis wordt Adrian verteld dat de aardkorstverschuiving voor honderden aardbevingen heeft gezorgd en al 2 miljoen slachtoffers heeft geëist. President Wilson geeft het bevel dat zijn personeel zo snel mogelijk het vliegtuig in moet om naar China te vertrekken, waar de ruimteschepen liggen. Hij onthult ook aan Adrian dat hij zelf niet mee zal gaan, omdat iemand de rest van de wereld op de hoogte zal moeten brengen van de komende rampen die tot het einde van de wereld zullen leiden. De president vindt dat hijzelf daar de aangewezen persoon voor is. Adrian gaat vervolgens met Anheuser en andere personeelsleden aan boord van een Air Force One. Jackson beseft intussen dat als ze het willen overleven, ze de locatie van de schepen moeten zien te achterhalen. Hij overtuigt Gordon er daarom van om naar Yellowstone te vliegen en Charlie te vinden, om zo de locatie van de "ruimteschepen" te achterhalen. Terwijl Gordon het vliegtuig bijvult met brandstof, gaat Jackson op zoek naar Charlie en vindt hem. Hij vertelt dat de kaart in zijn camper ligt. Jackson weet net op tijd weg te komen als de vulkaan onder Yellowstone plotseling uitbarst. De familie ontsnapt met het vliegtuig net op tijd aan de aswolken. Jackson ontdekt op de kaart dat ze naar China moeten en ze landen uiteindelijk in Las Vegas om nieuwe brandstof te tanken. Hier lopen ze Yuri en zijn gezin tegen het lijf. Hun vliegtuig is gecrasht. Yuri's piloot Sascha neemt vervolgens een oude Antonov An-225 over, maar heeft een co-piloot nodig, waardoor de familie Curtis en Gordon mee kunnen. Ze willen landen in Hawaï om meer brandstof te tanken, maar ontdekken dat Hawaï volledig is veranderd in een vulkanisch gebied. Ze zijn gedwongen verder te vliegen. Sascha voorspelt dat ze binnen 15 minuten in de Stille Oceaan zullen neerstorten. Wanneer hij door de wolken heen is, ziet hij dat waar de oceaan zou moeten zijn, een grote ijsmassa te vinden is. Jackson realiseert zich dat de aardkorstverschuivingstheorie werkelijk bestaat. Ze storten neer op een gletsjer waarbij Sascha omkomt. Vervolgens worden ze gevonden door Chinese troepen, die bezig zijn dieren over te brengen naar de schepen. De soldaten nemen Yuri en zijn kinderen mee wanneer hij zijn tickets laat zien. Daardoor blijven de familie Curtis, Gordon en Yuri's vriendin Tamara (die geen ticket had) achter. In China, bij de schepen, wordt duidelijk dat van een van de arken het dak is ingestort door de aardkorstverschuiving en wordt het Laura en Adrian duidelijk dat de passagiers helemaal niet op basis van DNA en wetenschap zijn gekozen, maar dat rijke mensen hun toegang hebben kunnen kopen: zij hebben per ticket 1 miljard euro neergeteld. Adrian wordt vervolgens door zijn Indiase collega opgebeld met de mededeling dat India op het punt staat overspoeld te worden door een gigantische tsunami. Hierdoor beseft Adrian dat de tsunami hen eerder zal bereiken dan gepland, en dat ze op moeten schieten. Wanneer Anheuser dit hoort, maakt hij de beslissing de poorten van de schepen eerder te sluiten, waardoor tienduizenden mensen, onder wie Yuri en zijn zoons, buitengesloten worden.
Jackson en zijn familie worden intussen opgepikt door een Tibetaanse monnik die op weg is naar de schepen om aan boord te gaan. Ze worden door diens broer aan boord gesmokkeld van een ark via de machinekamer en Jackson beseft dat de schepen geen ruimteschepen maar arken zijn. Ze komen vast te zitten wanneer de poorten weer zakken op bevel van Adrian, die de buitengesloten mensen toch wil binnenlaten. Gordon wordt tussen de tandwielen geslingerd en overlijdt, en tegelijk komt ook een drilboor vast te zitten tussen de motoren, waardoor de poort niet meer volledig kan sluiten. Yuri weet zijn kinderen net op tijd aan boord te krijgen, maar valt vervolgens zelf van het platform en sterft. Nu de poort niet meer volledig sluit, kan de bemanning de motoren niet starten. De tsunami komt al snel hun kant op en water begint de ark binnen te stromen, waarna de passagiers benedendeks door het water waden. Jackson en zijn gezin worden gesplitst doordat waterbestendige deuren sluiten. Daardoor komen zij in verschillende compartimenten terecht. Adrian ziet via de camera's dat Jackson aan boord is weten te komen en haast zich naar de compartimenten om hem en zijn familie te redden. Tamara, die alleen zit, verdrinkt al snel wanneer het water te hoog komt. Jackson hoort van Adrian dat de compartimenten alleen maar open kunnen gaan wanneer de boor uit de motoren wordt gehaald en het hele systeem weer werkt. Met hulp van zijn zoontje Noah weet Jackson dit voor elkaar te krijgen. De poort sluit weer zodat de motoren kunnen worden gestart en een botsing met de Mount Everest ternauwernood wordt voorkomen. Jackson en zijn familie maar ook de monniken worden bevrijd, en Jackson en Kate herenigen zich.
27 dagen later (datum: "27ste dag van de eerste maand, jaar 0001") krijgen de arken de eerste satellietfoto binnen, waaruit duidelijk wordt dat Afrika het enige continent is dat niet volledig is overstroomd. Het ligt nu zelfs hoger, waardoor de Drakensbergen nu de hoogste bergen ter wereld zijn. Uit metingen wordt duidelijk dat de lucht weer enigszins schoon is en dat de poorten van de arken kunnen worden geopend. Daardoor kan de mensheid voor het eerst sinds de overstroming weer naar buiten.

## Rolverdeling
| Acteur           | Personage         | Opmerkingen                                                        |
| ---------------- | ----------------- | ------------------------------------------------------------------ |
| John Cusack      | Jackson Curtis    | Schrijver en limousinechauffeur                                    |
| Chiwetel Ejiofor | Adrian Helmsley   | Adviseur van de president                                          |
| Amanda Peet      | Kate Curtis       | Ex-vrouw van Jackson                                               |
| Thomas McCarthy  | Gordon Silberman  | Plastisch chirurg en vriend van Kate                               |
| Liam James       | Noah Curtis       | Jacksons zoon                                                      |
| Morgan Lily      | Lilly Curtis      | Jacksons dochter                                                   |
| Danny Glover     | Thomas Wilson     | President van de Verenigde Staten                                  |
| Oliver Platt     | Carl Anheuser     | Stafchef                                                           |
| Zlatko Burić     | Yuri Karpov       | Russische miljardair                                               |
| Thandie Newton   | Laura Wilson      | Dochter van de president                                           |
| Beatrice Rosen   | Tamara            | Vriendin van Yuri                                                  |
| Johann Urb       | Sascha            | Yuri's piloot                                                      |
| Jimi Mistry      | Satnam Tsurutani  | Indiase professor die de hele ramp heeft voorspeld                 |
| Woody Harrelson  | Charlie Frost     | Complottheorist die door de meeste mensen voor gek wordt verklaard |
| Stephen McHattie | Kapitein Micheals | Bevelhebber van de ark                                             |

## Achtergrond

### Productie
In de openingstitels van de film zelf wordt het boek Fingerprints of the Gods van Graham Hancock als inspiratiebron genoemd. In een interview met het tijdschrift Time Out stelde regisseur Emmerich dat hij altijd al een film over een zondvloed wilde maken, maar tot dusver geen goed scenario had om vanuit te gaan tot hij Fingerprints of the Gods las.
Emmerich en componist-producer Harald Kloser schreven samen een eerste scenario getiteld 2012, dat in februari 2008 bij enkele grote filmstudio’s werd aangeboden. Bijna alle studio’s gingen op het scenario in en spraken af met Emmerich of zijn vertegenwoordigers; een proces vergelijkbaar met Emmerich’s eerdere films Independence Day (1996) en The Day After Tomorrow (2004). Later die maand kreeg Sony Pictures Entertainment uiteindelijk de filmrechten, en Columbia Pictures de distributierechten. Wel kreeg Emmerich een lager budget toegewezen dan waar hij op hoopte; 200 miljoen dollar.
De opnamen hadden in juli 2008 moeten beginnen in Los Angeles, maar in plaats daarvan werd begonnen in Kamloops en Ashcroft. Vanwege een dreigende staking van de Screen Actors Guild, werd een plan opgezet om de film zelfs bij een staking te kunnen voltooien.
Uncharted Territory, Digital Domain, Double Negative, Scanline, Sony Pictures Imageworks en anderen werden ingehuurd om de digitale effecten voor de film te creëren.
De film toont de vernietiging van enkele bekende culturele en historische gebouwen en monumenten wereldwijd. Emmerich wilde aanvankelijk ook de vernietiging van de Ka'aba tonen, maar vreesde dat extremistische moslims dan een fatwa tegen hem zouden uitvaardigen.

### Filmmuziek
De filmmuziek is gecomponeerd door Harald Kloser en door Thomas Wanker, onder de naam Thomas Wander. Zanger Adam Lambert nam een lied op voor de film: Time for Miracles.
Het album omvat 24 nummers, inclusief Fades Like a Photograph van Filter en It Ain't the End of the World van  George Segal en Blu Mankuma.
| 1.                 | Time for Miracles (Door Adam Lambert)                            | 4:43 |
| 2.                 | Constellation                                                    | 1:30 |
| 3.                 | Wisconsin                                                        | 1:14 |
| 4.                 | U.S. Army                                                        | 2:20 |
| 5.                 | Ready to Rumble                                                  | 1:42 |
| 6.                 | Spirit of Santa Monica                                           | 1:21 |
| 7.                 | It Ain't the End of the World (Door George Segal en Blu Mankuma) | 2:52 |
| 8.                 | Great Kid                                                        | 2:17 |
| 9.                 | Finding Charlie                                                  | 1:45 |
| 10.                | Run Daddy Run                                                    | 1:14 |
| 11.                | Stepping Into the Darkness                                       | 1:35 |
| 12.                | Leaving Las Vegas                                                | 1:44 |
| 13.                | Ashes in D.C.                                                    | 4:19 |
| 14.                | We are Taking the Bentley                                        | 3:43 |
| 15.                | Nampan Plateau                                                   | 2:51 |
| 16.                | Saving Caesar                                                    | 2:09 |
| 17.                | Adrian's Speech                                                  | 1:41 |
| 18.                | Open the Gates!                                                  | 2:16 |
| 19.                | The Impact                                                       | 1:49 |
| 20.                | Suicide Mission                                                  | 2:06 |
| 21.                | 2012 The End of the World                                        | 1:24 |
| 22.                | Collision with Mount Everest                                     | 1:09 |
| 23.                | The End is Only the Beginning                                    | 5:44 |
| 24.                | Fades Like a Photograph (Door Filter)                            | 4:19 |
| Totale duur: 57:48 |                                                                  |      |

### Uitgave en ontvangst
De film werd aangeprezen via een reclamecampagne, verzorgd door de fictieve organisatie "Institute for Human Continuity". Tevens werd een fictief boek getiteld Farewell Atlantis van Jackson Curtis regelmatig aangehaald in de reclameacties. Ook werd een promotieactie gebruikt waarbij mensen via een website zogenaamd mee konden doen met een loterij, in de hoop uitverkozen te worden voor een plekje op een van de arken uit de film.
2012 had uit moeten komen op 10 juli 2009, maar dit werd uitgesteld naar november 2009 om de drukke zomerperiode te vermijden en zo hopelijk meer publiek te trekken.
De film bracht in de Verenigde Staten en Canada $ 166.112.167 op, en daarbuiten $ 603.567.306: goed voor een totale wereldwijde opbrengst van $ 769.679.473. Daarmee was 2012 in financieel opzicht de op vier na meest succesvolle film uit 2009 en haalde de 37e plaats op de lijst van financieel meest succesvolle films ooit. Voor Emmerich was het zijn meest succesvolle film, op Independence Day na.
De film kreeg over het algemeen gemengde reacties van critici. Op Rotten Tomatoes kreeg 2012 een score van 39 %. Een veel gehoorde klacht was dat de film visueel een hoogstandje was, maar het verhaal zwak.
Metacritic gaf de film 49 punten op een schaal van 1 tot 100.
Peter Travers van het tijdschrift Rolling Stone vergeleek de film met Transformers: Revenge of the Fallen. Beide waren volgens hem te veel op actie en te weinig op verhaal gericht.
Roger Ebert daarentegen was enthousiast over 2012 en gaf de film 3,5 op 4 sterren.

### Noord-Koreaanse censuur
In Noord-Korea is het in het bezit hebben of vertonen van de film verboden. 2012 is namelijk het jaar waarin precies 100 jaar geleden Kim Il-sung werd geboren, en volgens de Noord-Koreaanse overheid moet dit jaar een feestjaar worden waarin de poorten worden geopend om van Noord-Korea een supermacht te maken. Derhalve is een film waarin dit jaar juist negatief in beeld wordt gebracht verboden. Er zouden verscheidene mensen gearresteerd zijn omdat ze illegaal verkregen versies van de film in hun bezit hadden.

## Prijzen en nominaties
| Jaar | Prijs                | Categorie                                                                    | Genomineerde(n)                                                                   | Uitslag     |
| ---- | -------------------- | ---------------------------------------------------------------------------- | --------------------------------------------------------------------------------- | ----------- |
| 2009 | Satellite Award      | Beste geluid                                                                 | Paul N.J. Ottosson, Michael McGee, Rick Kline, Jeffrey J. Haboush, Michael Keller | Gewonnen    |
| 2009 | Satellite Award      | Beste visuele effecten                                                       | Volker Engel, Marc Weigert, Mike Vézina                                           | Gewonnen    |
| 2009 | Satellite Award      | Beste Art Direction & Production Design                                      | Barry Chusid, Elizabeth Wilcox                                                    | Genomineerd |
| 2009 | Satellite Award      | Beste filmmontage                                                            | David Brenner, Peter S. Elliot                                                    | Genomineerd |
| 2010 | Saturn Award         | Best Action/Adventure/Thriller Film                                          | -                                                                                 | Genomineerd |
| 2010 | Saturn Award         | Beste effecten                                                               | Volker Engel, Marc Weigert, Mike Vézina                                           | Genomineerd |
| 2010 | Black Reel Award     | Beste mannelijke bijrol                                                      | Chiwetel Ejiofor                                                                  | Genomineerd |
| 2010 | Critics Choice Award | Beste visuele effecten                                                       | -                                                                                 | Genomineerd |
| 2010 | Image Award          | Outstanding Supporting Actor in a Motion Picture                             | Chiwetel Ejiofor                                                                  | Genomineerd |
| 2010 | Image Award          | Outstanding Supporting Actor in a Motion Picture                             | Danny Glover                                                                      | Genomineerd |
| 2010 | Golden Reel Award    | Best Sound Editing - Music in a Feature Film                                 | -                                                                                 | Genomineerd |
| 2010 | Golden Reel Award    | Best Sound Editing - Music in a Feature Film                                 | Fernand Bos (Music Editor)                                                        | Genomineerd |
| 2010 | Golden Reel Award    | Best Sound Editing - Sound Effects and Foley in a Feature Film               | -                                                                                 | Genomineerd |
| 2010 | Teen Choice Award    | Choice Movie Actor: Sci-Fi                                                   | John Cusack                                                                       | Genomineerd |
| 2010 | Teen Choice Award    | Choice Movie Actress: Sci-Fi                                                 | Amanda Peet                                                                       | Genomineerd |
| 2010 | Teen Choice Award    | Choice Movie: Sci-Fi                                                         | -                                                                                 | Genomineerd |
| 2010 | VES Award            | Best Single Visual Effect of the Year                                        | Volker Engel, Marc Weigert, Mike Vézina                                           | Genomineerd |
| 2010 | VES Award            | Outstanding Created Environment in a Feature Motion Picture                  | Haarm-Pieter Duiker, Mårten Larsson, Ryo Sakaguchi, Hanzhi Tang                   | Genomineerd |
| 2010 | VES Award            | Outstanding Visual Effects in a Visual Effects Driven Feature Motion Picture | Volker Engel, Marc Weigert, Mike Vézina                                           | Genomineerd |